# تاریخچه زبان‌های برنامه‌نویسی
پلن‌کلکولوسِ اولین زبان برنامه‌نویسی سطح بالا توسط کنراد تسوزه بین سالهای ۱۹۴۲ تا ۱۹۴۵ ساخته شد. کورادو بوهم اولین زبان سطح بالا با کامپایلر را در سال ۱۹۵۱ برای پایان‌نامه دکترای خود ساخت. اولین زبان تجاری در دسترس فورترن بود که در سال ۱۹۵۶ توسعه یافت.
هنگامی که فورترن برای اولین بار معرفی شد، با تردید به آن نگاه می‌شد. زیرا اعتقاد بر این بود که برنامه‌های کامپایل شده از زبان سطح بالا کمتر از برنامه‌هایی که به‌طور مستقیم در کد ماشین نوشته می‌شود کارآمد خواهد بود. فورترن محبوب شد زیرا وسیله ای برای انتقال کد موجود به رایانه‌های جدید به وجود آورد. در نهایت در بازار سخت‌افزاری که به سرعت در حال تحول بود؛ این زبان به کارآمد بودن شناخته شد.

## تاریخچه اولیه
در بازه ۱۸۴۲–۱۸۴۳ آدا لاولیس خاطرات ریاضیدان ایتالیایی لوئیجی فدریکو منابریا در مورد جدیدترین ماشین پیشنهادی چارلز بابیج: موتور تحلیلی را ترجمه کرد. او خاطرات را با یادداشت‌هایی که جزئیات دقیق روشی برای محاسبه اعداد برنولی را با موتور مشخص می‌کند منتشر کرد. این یادداشتها توسط برخی مورخان به عنوان اولین برنامه کامپیوتری منتشر شده در جهان شناخته شده‌است.